# Elymnias hislopi
Elymnias hislopi är en fjärilsart som beskrevs av John Nevill Eliot 1967. Elymnias hislopi ingår i släktet Elymnias och familjen praktfjärilar. Inga underarter finns listade i Catalogue of Life.